# Comitas stolida
Comitas stolida é uma espécie de gastrópode do gênero Comitas, pertencente a família Pseudomelatomidae.